# كايل باركر
كايل باركر (بالإنجليزية: Kyle Parker)‏ (17 ديسمبر 1993 في الولايات المتحدة - ) هو لاعب كرة قدم أمريكي في مركز الهجوم. لعب مع Wilmington Hammerheads FC ‏.

## وصلات خارجية
- كايل باركر على موقع قاعدة بيانات كرة القدم.إي يو (الإنجليزية)